# Phymaturus darwini
Espèce
Phymaturus darwini est une espèce de sauriens de la famille des Liolaemidae.

## Répartition
Cette espèce est endémique du Chili.

## Description
C'est un saurien vivipare.

## Étymologie
Cette espèce est nommée en l'honneur de Charles Darwin.

## Publication originale
- Nuñez, Veloso, Espejo, Veloso, Cortes & Araya, 2010 : Nuevas especies de Phymaturus (grupo palluma) para la zona Cordillerana Central de Chile (Reptilia, Sauria, Liolaemidae). Boletín del Museo Nacional de Historia Natural de Chile, vol. 59, p. 41–74 (texte intégral).